# Metanippononychus
Metanippononychus is een geslacht van hooiwagens uit de familie Paranonychidae.
De wetenschappelijke naam Metanippononychus is voor het eerst geldig gepubliceerd door Suzuki in 1975.

## Soorten
Metanippononychus omvat de volgende 4 soorten:
- Metanippononychus daisenensis
- Metanippononychus iriei
- Metanippononychus iyanus
- Metanippononychus tomishimai